# Hitchcock (Dakota du Sud)
Pour les articles homonymes, voir Hitchcock (homonymie).
Hitchcock est une municipalité américaine située dans le comté de Beadle, dans l'État du Dakota du Sud.
La localité prend le nom de Clarksville en 1880 (en l'honneur d'un pionnier local) puis d'Altoona en 1885 (pour la ville en Pennsylvanie). Elle est finalement renommée Hitchcock par la société de chemin de fer, en l'honneur propriétaire des terres jouxtant la gare.

## Démographie
| 1900 | 1910 | 1920 | 1930 | 1940 | 1950 |
| ---- | ---- | ---- | ---- | ---- | ---- |
| 135  | 259  | 358  | 334  | 246  | 227  |

| 1960 | 1970 | 1980 | 1990 | 2000 | 2010 |
| ---- | ---- | ---- | ---- | ---- | ---- |
| 193  | 150  | 132  | 95   | 108  | 91   |

Selon le recensement de 2010, Hitchcock compte 91 habitants. La municipalité s'étend sur 0,27 milles carrés (0,7 km2).